# یواس‌اس چینابری (ای‌ان-۶۱)
یواس‌اس چینابری (ای‌ان-۶۱) (به انگلیسی: USS Chinaberry (AN-61)) یک کشتی بود که طول آن 194' 6" بود. این کشتی در سال ۱۹۴۳ ساخته شد.